# Sipyloidea linearis
Sipyloidea linearis är en insektsart som beskrevs av Ludwig Redtenbacher 1908. Sipyloidea linearis ingår i släktet Sipyloidea och familjen Diapheromeridae. Inga underarter finns listade i Catalogue of Life.